# Itinéraire complémentaire 25 (Portugal)
L'IC25 est une voie rapide portugaise de 2 km sans profil autoroutier qui relie l'  à proximité de Nevogilde à la  N 106  à proximité de Santa Eulália da Ordem. À l'origine l'IC25 reliait Paços de Ferreira à Santa Eulália da Ordem (construit à la fin des années 90) mais le tronçon Paços de Ferreira - Nevogilde s'est vu transformé en .
Voir le tracé de l'IC25 sur GoogleMaps

## État des tronçons
| Tronçon                                         | État (2011)                    | km  |
| ----------------------------------------------- | ------------------------------ | --- |
| Nevogilde () – Santa Eulália da Ordem ( N 106 ) | En service (fin des années 90) | 2,2 |

## Capacité
| Section                                         | Capacité | Longueur |
| ----------------------------------------------- | -------- | -------- |
| Nevogilde () – Santa Eulália da Ordem ( N 106 ) |          | 2 km     |

## Itinéraire
| Sorties | Villes                                                                |
| ------- | --------------------------------------------------------------------- |
|         | Paços de Ferreira Lousada                                             |
| Sortie  | Santa Eulália da Ordem - Vizela N 106 Lousada-Centre - Penafiel N 106 |